# Нижняя Чернавка
Нижняя Чернавка — село в Вольском районе Саратовской области России. Административный центр Нижнечернавского муниципального образования.

## История
Нижняя Чернавка возникла во второй половине XVIII века. Первыми её жителями были крепостные крестьяне дворян Панчулидзевых. В 1835 году была построена деревянная православная церковь (до настоящего времени не сохранилась) с колокольней, освящённая во имя Архистратига Божия Михаила. Большинство населения исповедовало православие, имелась также община старообрядцев (беглопоповского и беспоповского толка).
В «Списке населённых мест Саратовской губернии по данным 1859 года» населённый пункт упомянут как владельческое село Нижняя Чернавка Волгского уезда (1-го стана) при речке Чернавке, расположенное в 25 верстах от уездного города Волгска. В селе имелось 100 дворов и проживало 758 жителей (380 мужчин и 378 женщин). Действовали православная церковь, винокуренный завод, овчарня и три мельницы.
В начале XX века открылись начальная церковно-приходская школа и ветеринарный пункт. Согласно «Списку населённых мест Вольского уезда» издания 1914 года (по сведениям за 1911 год) в селе, входившем в состав Покровской волости, имелось 309 хозяйств и проживало 1076 человек (531 мужчина и 545 женщин). В национальном составе населения преобладали великороссы. Функционировали церковь, церковная школа и ветеринарный пункт.
В годы советской власти в селе действовал колхоз имени М. И. Калинина. В 1950 году был создан хлебоприёмный пункт.

## География
Село находится в северной части области, в пределах Приволжской возвышенности, на берегах реки Чернавка, на расстоянии примерно 22 километров (по прямой) к северо-западу от города Вольск. Абсолютная высота — 55 метров над уровнем моря.
Часовой пояс
Село Нижняя Чернавка, как и вся Саратовская область, находится в часовой зоне МСК+1. Смещение применяемого времени относительно UTC составляет +4:00.

## Население
| 2002 | 2010 |
| ---- | ---- |
| 980  | ↘935 |

Гендерный состав
По данным Всероссийской переписи населения 2010 года в гендерной структуре населения мужчины составляли 45,3 %, женщины — соответственно 54,7 %.
Национальный состав
Согласно результатам переписи 2002 года, в национальной структуре населения русские составляли 90 % из 980 чел.

## Инфраструктура
В селе функционируют средняя общеобразовательная школа, детский сад, участковая больница, станция скорой помощи, дом культуры, библиотека, шесть магазинов и отделение Почты России.

## Улицы
Уличная сеть села состоит из шести улиц, одного переулка и одной площади.